# Cantó de Damasan
El cantó de Damasan és un cantó francès del departament d'Òlt i Garona, situat al districte de Nerac. Té 11 municipis i el cap és Damasan.

## Municipis
- Ambrus
- Busèth
- Cauvèira
- Damasan
- Hargas d'Orbisa
- Monthurt
- Lo Pui d'Agenés
- Rasimet
- Sent Lugèir
- Sent Leon
- Sent Pèir de Busèth

## Història
| Data d'elecció                           | Identitat            | Partit                        | Qualitat |
| ---------------------------------------- | -------------------- | ----------------------------- | -------- |
| 1973-2004                                | Jean-Romain Argacha  | MRG, després PS i després UMP |          |
| 2004-                                    | Michel de Lapeyrière | UMP                           |          |
| les dades anteriors no són pas conegudes |                      |                               |          |
|                                          |                      |                               |          |

## Demografia
| 1962  | 1968  | 1975  | 1982  | 1990  | 1999  | 2006  |
| ----- | ----- | ----- | ----- | ----- | ----- | ----- |
| 5.141 | 5.669 | 5.120 | 5.020 | 4.692 | 4.721 | 4.930 |